# ブンナビ
ブンナビとは「文化放送就職ナビ」（ぶんかほうそうしゅうしょくナビ）ともいい、株式会社文化放送キャリアパートナーズ（東京都港区浜松町）が提供する就職活動サイト（大学生・大学院生対象）のブランドである。

## 概要
新卒大学生（大学生・大学院生）の就職活動を支援する就職サイト「文化放送就職ナビ」として、2007-2008年卒の大学生・大学院生を対象にサービスを展開してきたが、2009年卒向からは、それまでの略称「ブンナビ!」を正式名称とした。
サイトの特徴としては、東洋経済新報社の『会社四季報』データをもとに、企業データを並べて比較する機能があげられる。比較できる企業は、上場・未上場8,000社など、総計10,000社以上。平均年収・平均年齢・財務情報・CSRなど様々な切り口で企業を比較できる。

## 人気企業ランキング
毎年週刊東洋経済誌上で発表される「人気企業ランキング（就職ブランドランキング）」（年2回：前半・後半）は、当サイトでの集計データが大多数を占めるため、大学生、企業、双方から注目されている。
- 2009年卒［就職活動後半］就職ブランドランキング
- 2009年卒［就職活動前半］就職ブランドランキング
- 2008年卒［就職活動後半］就職ブランドランキング
- 2008年卒［就職活動前半］就職ブランドランキング

## ブンナビ就職LIVE
毎シーズン2回（12月、1月）開催される合同企業セミナー。今シーズン（2011年卒向）は、2009年12月3日、2009年1月23日に、プリズムホールで開催される。

## インターンシップ
近年、就職活動前にインターンシップで就業体験を積む学生が増えているため、2009年卒向からは新卒採用情報に加えインターンシップ情報も掲載し、サービスを拡充している。

## ラジオ番組（インターネットラジオ）
主なコンテンツとしては、毎年11月から3月にかけて放送される文化放送（AM 1134kHz）のラジオ番組と連動した『就職戦士ブンナビ!』があり、毎回ゲストとして参加する人事担当者とパーソナリティとのトークをインターネットでも聴くことができる。今シーズン（2011年卒向け）は、パーソナリティに魚住りえを起用。
- 放送時間：文化放送（AM 1134kHz）毎週金曜日 21:00～21:30（2009年11月～2010年3月）

- パーソナリティ：魚住りえ

- 以前のパーソナリティ：パックンマックン（2008年11月～2009年3月）、井上和香（2007年11月～2008年3月）、大橋マキ（2005年11月～2007年3月）

- 2007年11月～2008年3月の出演企業は以下の通り。

野村證券、ベンチャー・リンク、ポニーキャニオン、あいおい損害保険、CSKホールディングス、三菱重工業、サイバー・コミュニケーションズ、第一生命保険、NTTコミュニケーションズ、キヤノンマーケティングジャパン、日本生命保険、グラクソ・スミスクライン、全日本空輸（ANA）、読売新聞社、イー・アクセス
- 2006年11月～2007年3月の出演企業は以下の通り。

第一生命保険、三菱重工業、トランスコスモス、沖電気工業、ベンチャー・リンク、野村證券、グラクソ・スミスクライン、全日本空輸(ANA)、旭化成グループ、明治安田生命保険、集英社、シーエーシー、あいおい損害保険、NTTコミュニケーションズ、カルビー、第一生命情報システム、三井不動産レジデンシャル、NTTデータ、新日軽、大塚商会

## 関連サービス
- 文化放送ナースナビ　看護学生版

2008年3月オープンの看護学生のための就職サイト。全国の病院［登録病院］の就職情報（募集要項・説明会・試験など）が閲覧でき、資料請求が可能。看護師国家試験対策の無料e-ラーニング講座の受講可。
- 文化放送ナースナビ　看護師版

2008年11月オープンの看護師（社会人）のための転職サイト。全国の病院［登録病院］の就職情報（募集要項など）が閲覧でき、資料請求・応募などが可能。毎週最新の医療ニュースが閲覧可。